# Bachtsjysaraj
Bachtsjisaraj of ook wel Bachtsjysaraj (Krim-Tataarse spelling: Bağçasaray, Oekraïens en Russisch: Бахчисарай) (Perzisch voor Tuinpaleis, Turks: Bahçesaray) is een kleine stad op de Krim. De voormalige hoofdstad van het kanaat van de Krim, die circa 33.000 inwoners telt, geniet nu vooral bekendheid om het paleis van de kan, en het gedicht De fontein van Bachtsjisaraj (1822) van Aleksandr Poesjkin.

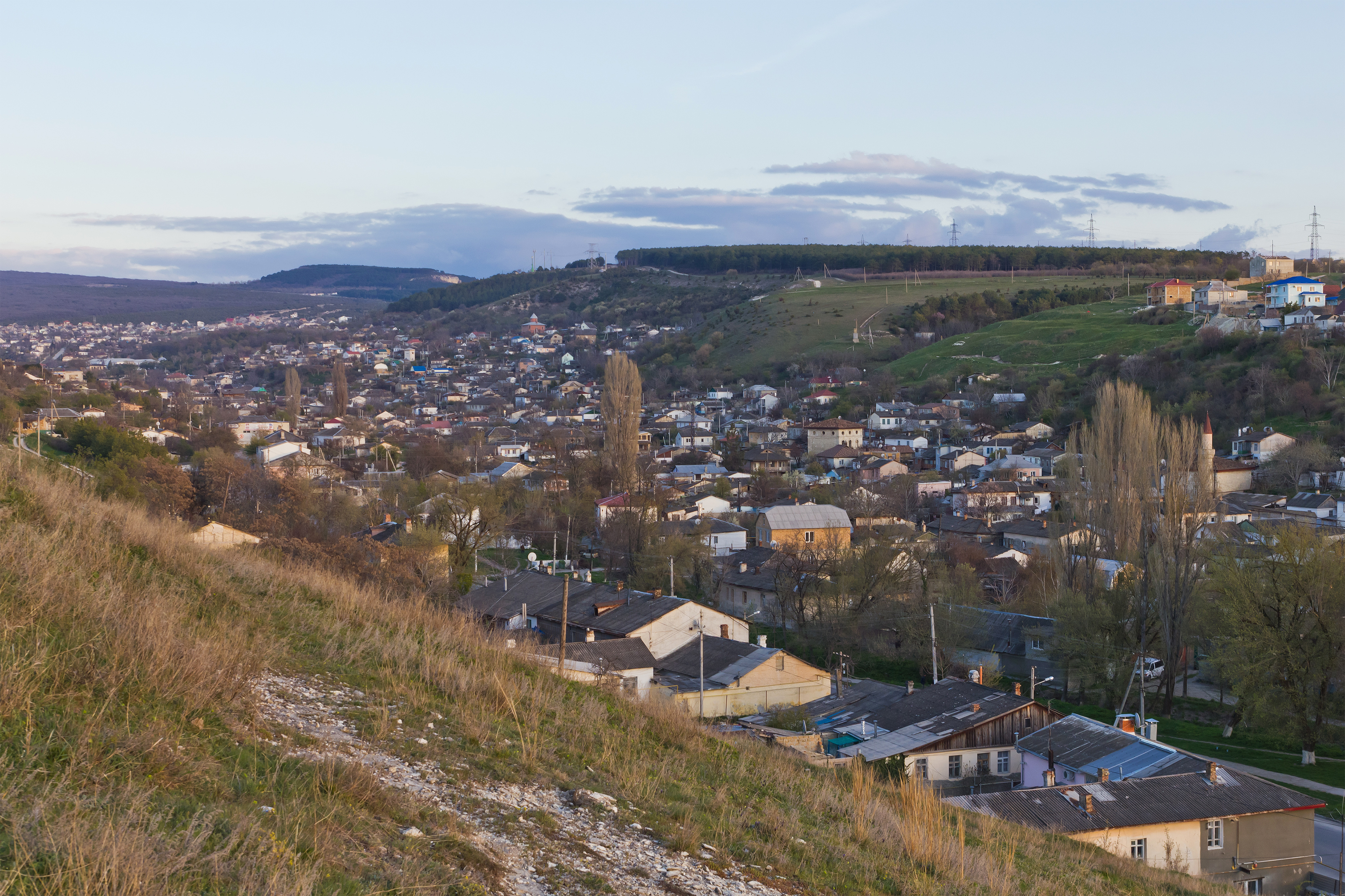
Bachtsjysaraj

De regio rondom Bachtsjisaraj heeft een geschiedenis van menselijke bewoning die teruggaat tot het mesolithicum (Stenen Tijdperk). Bachtsjisaraj wordt in 1532 door Sahib I Giray tot hoofdstad van het kanaat gemaakt. Waarschijnlijk was het een belangrijke kruising van handelsroutes van noord naar zuid en van oost naar west (Zijderoute). Na het einde van het kanaat in 1783 is het een gewone plaats geworden zonder enige bestuurlijke functie. Tot de deportatie van de Krim-Tataren in 1944 bleef het echter het cultureel centrum van deze bevolkingsgroep.
Het paleis is tegenwoordig nog steeds het belangrijkste complex in Bachtsjisaraj. Het beroemdst is de fontein van de tranen, die beschreven is in het gedicht van Poesjkin. Volgens de overlevering, die de bron was van Poesjkins gedicht, was de islamitische Giray verliefd op een christelijke prinses, die hij op zijn veroveringstochten gevangen had genomen, en in zijn harem had opgenomen. Omdat zij echter ontzettend last had van heimwee, kon zij niet aarden in Bachtsjisaraj, en stierf ze van verdriet. Giray was enorm bedroefd om haar overlijden, en liet deze fontein maken voor haar nagedachtenis. Een kopie van deze fontein is te zien in het complex rondom het Livadiapaleis nabij Jalta.
In de buurt van Bachtsjisaraj staat het historische fort Tsjoefoet Kale (Krim-Tataars voor Joods fort), strategisch gelegen op een hoog plateau. In tijden van nood konden de bewoners van Bachtsjisaraj daar in de holenwoningen leven. Iets verderop is een holenklooster gelegen.

## Galerij

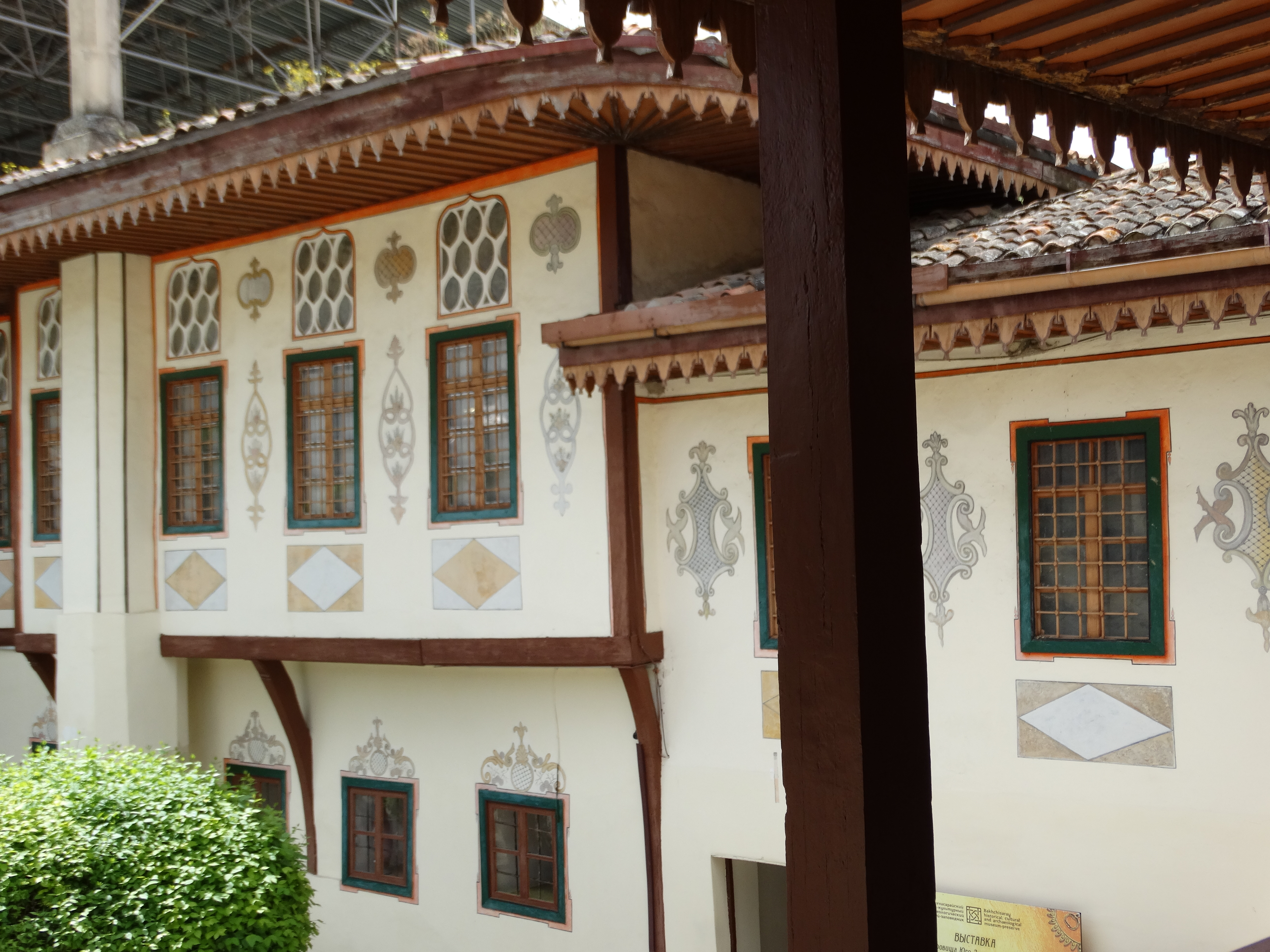
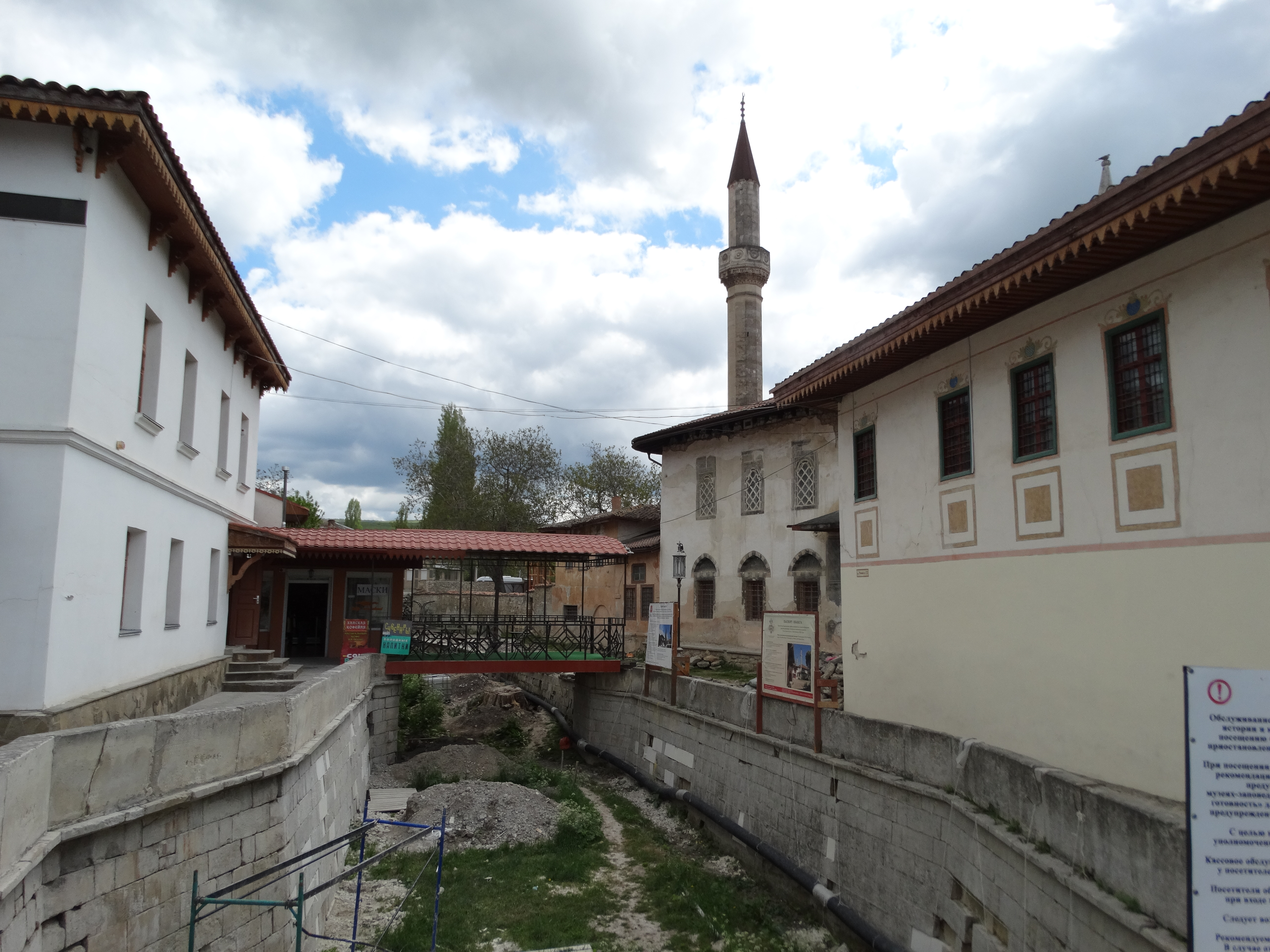
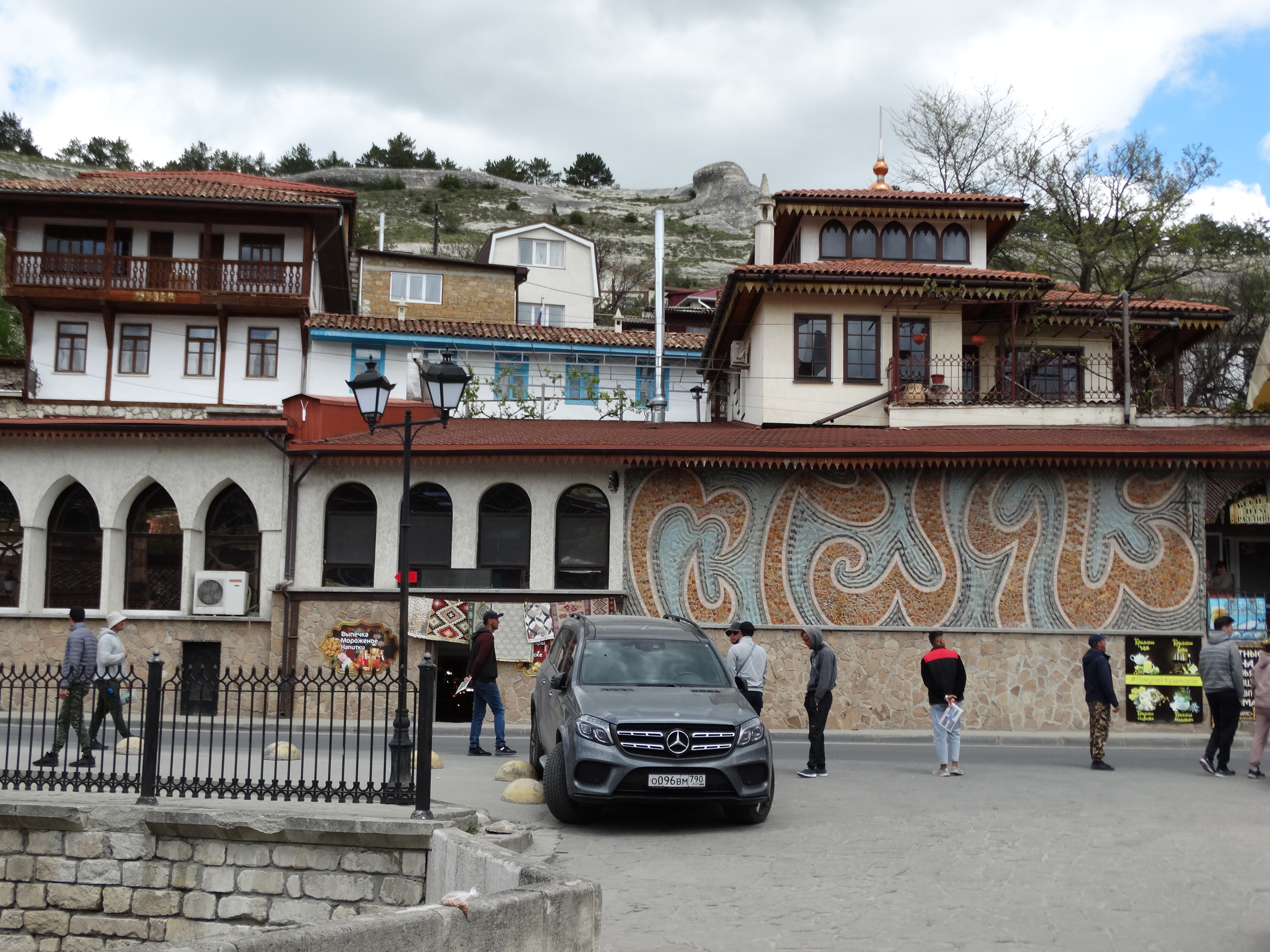
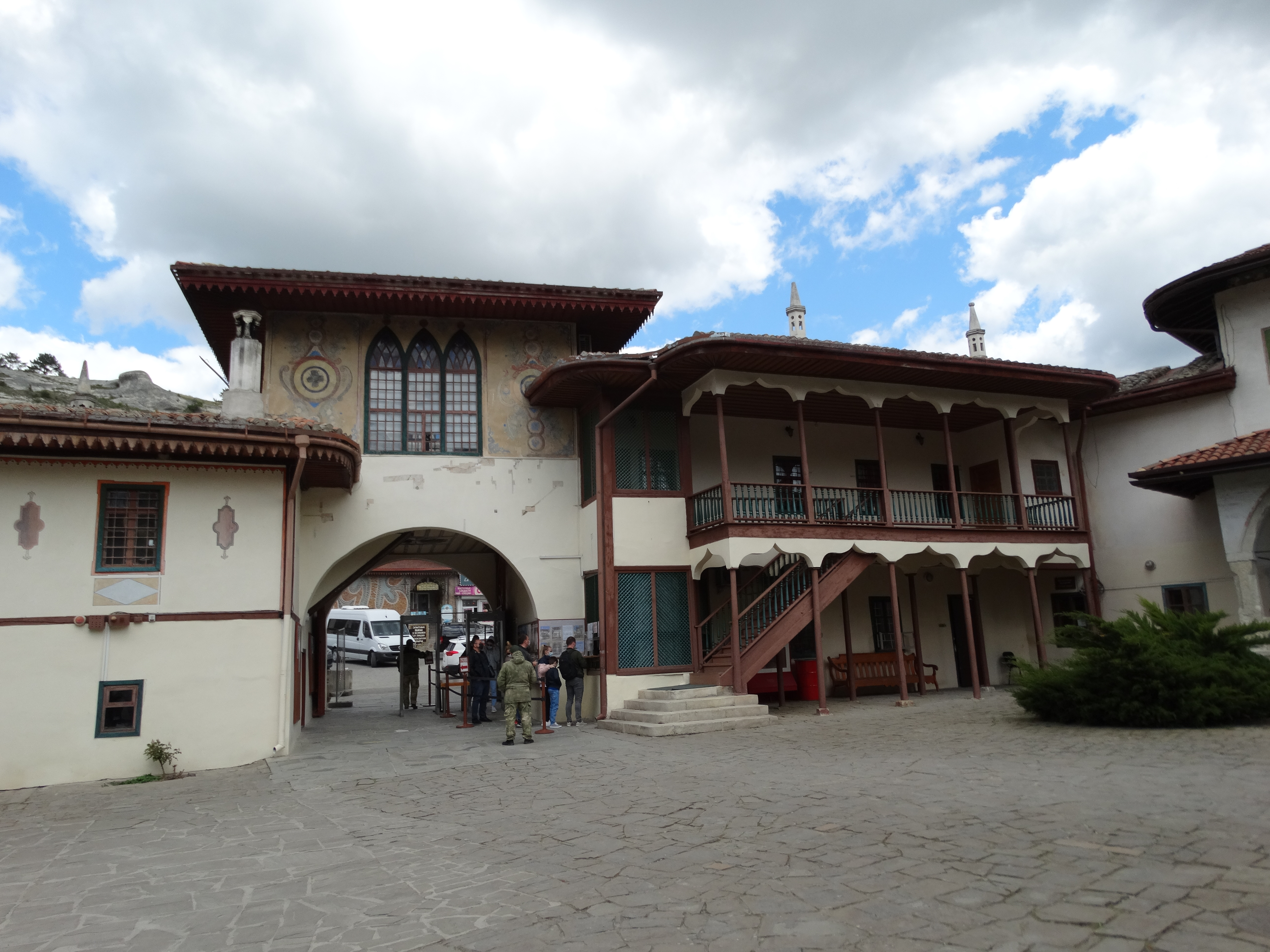
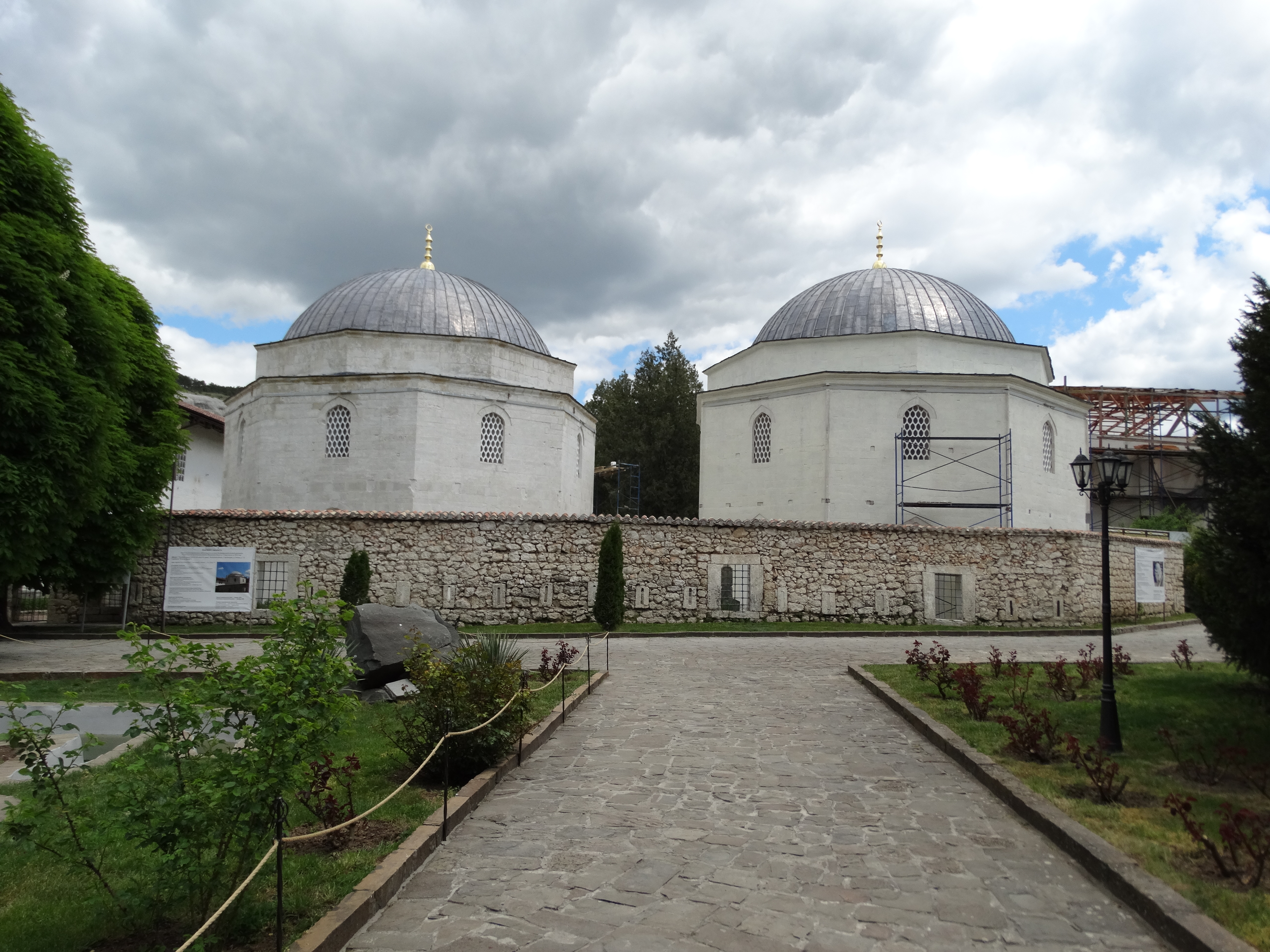
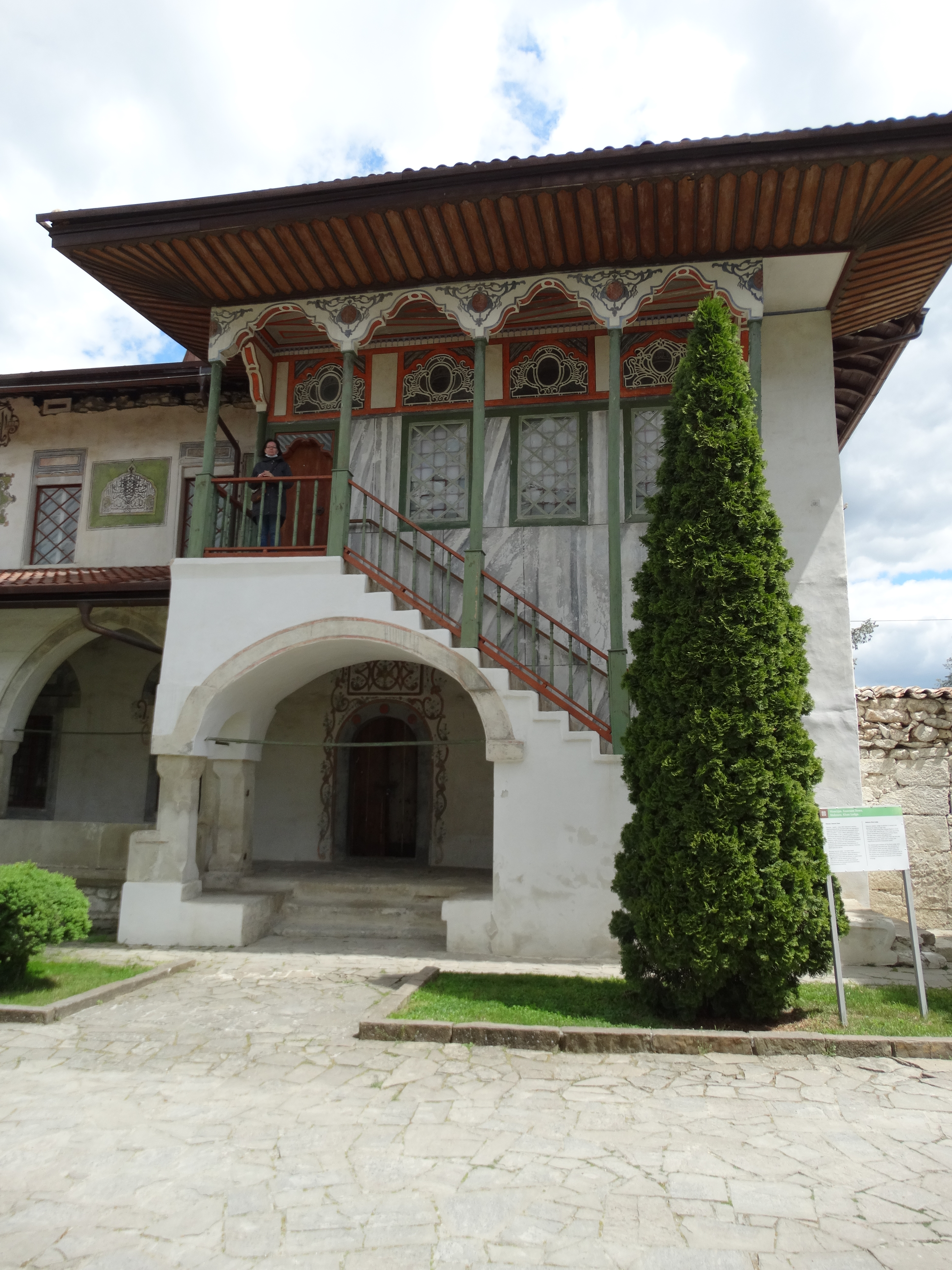
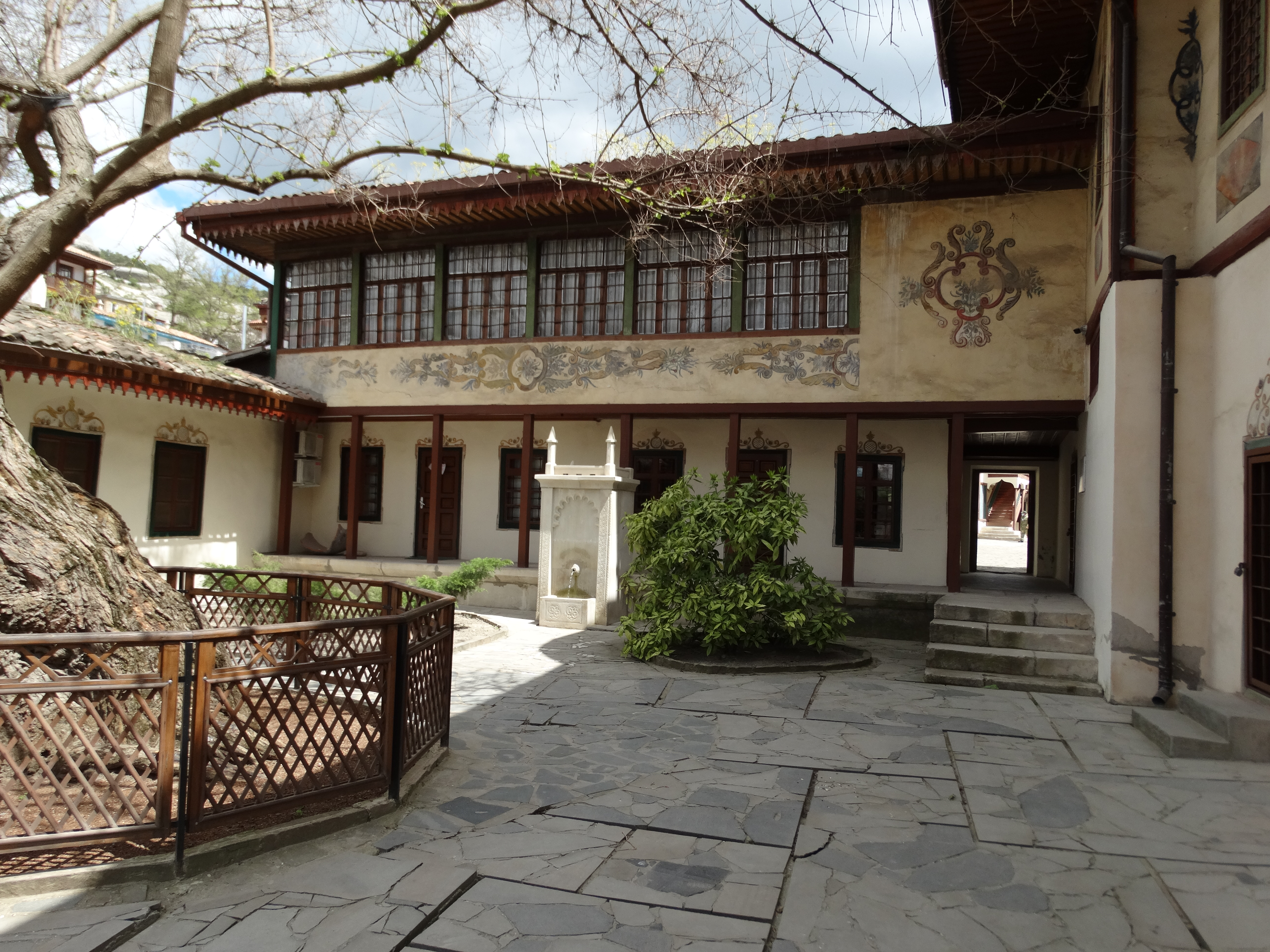
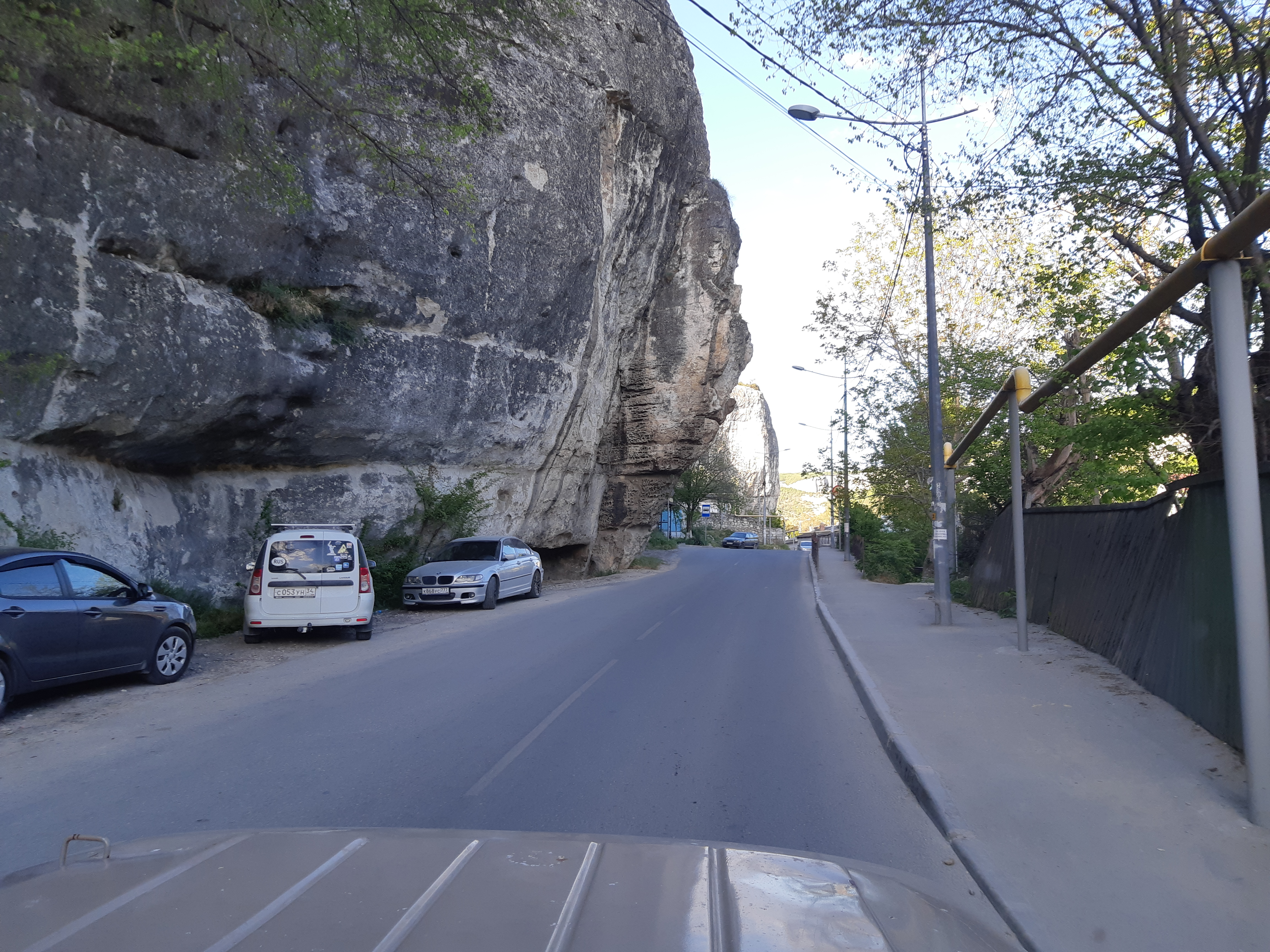

## Partnersteden
- Kotlas (Rusland)